# Tangarfa
Tangarfa (franska: Tangarfa (CR), Tangarfa (Commune Rurale), arabiska: اسبوية) är en kommun i Marocko.   Den ligger i provinsen Sidi Ifni och regionen Guelmim-Oued Noun, 600 km sydväst om huvudstaden Rabat. Antalet invånare är 5 449.